# Lispocephala badia
Lispocephala badia este o specie de muște din genul Lispocephala, familia Muscidae, descrisă de Hardy în anul 1981. Conform Catalogue of Life specia Lispocephala badia nu are subspecii cunoscute.